# Сафронов Іван Петрович
Іван Петрович Сафронов (січень 1907, село Мордовські Новосілки Темниковського повіту Тамбовської губернії, тепер Вознесенського району Нижньогородської області, Російська Федерація — ?) — радянський діяч, голова Чкаловського і Кіровського облвиконкомів. Депутат Верховної ради СРСР 2—4-го скликань.

## Життєпис
Народився в родині селянина-середняка. У 1918 році закінчив сільську школу. З 1918 до 1924 року навчався в школі-дев'ятирічці міста Темникова Тамбовської губернії. У 1924 році вступив до комсомолу. Був членом пропагандистської групи Темниковського повітового комітету комсомолу, піонервожатим у школі.
З 1925 року — робітник солодовки Ленінградського заводу імені Степана Разіна, піонервожатий на заводі. Працював також у піонерських та комсомольських організаціях головних майстерень Північно-Західної залізниці. З 1927 року — інструктор, завідувач Клубу піонерів Московсько-Нарвського районного комітету ВЛКСМ міста Ленінграда.
Член ВКП(б) з 1929 року.
У 1929—1930 роках — робітник та секретар комсомольської організації Ленінградського заводу імені Стружкіна.
У 1930—1932 роках — інструктор, завідувач Ленінградського обласного будинку дитячого комуністичного руху (виховання); заступник голови Бюро юних піонерів Ленінградського міського і обласного комітетів ВЛКСМ.
З 1931 до 1932 року — слухач вечірнього відділення курсів з підготовки в аспіранти Ленінградського державного інституту наукової педагогіки. У 1932—1933 роках — слухач курсів з підготовки в аспіранти Ленінградського державного інституту наукової педагогіки.
У 1933—1937 роках — помічник начальника політичного відділу зернорадгоспу «Магнітобуд» з комсомолу Мустаївського району Сталінградського краю (Оренбурзької області).
У 1937—1938 роках — 1-й секретар Мустаївського районного комітету ВКП(б) Оренбурзької області.
У 1938—1939 роках — 1-й секретар Шарлицького районного комітету ВКП(б) Оренбурзької (Чкаловської) області.
У лютому 1939 — 1943 року — секретар Чкаловського обласного комітету ВКП(б) з пропаганди та агітації.
У 1943 — 7 липня 1945 року — 2-й секретар Чкаловського обласного комітету ВКП(б).
27 червня 1945 — січень 1952 року — голова виконавчого комітету Чкаловської обласної ради депутатів трудящих.
У січні — вересні 1952 року — інспектор ЦК ВКП(б).
У вересні 1952 — березні 1958 року — голова виконавчого комітету Кіровської обласної ради депутатів трудящих.
З 1958 року — слухач курсів партійно-радянських працівників при ЦК КПРС.
Подальша доля невідома.

## Нагороди та відзнаки
- орден Трудового Червоного Прапора
- медалі